# Amenthes Fossae

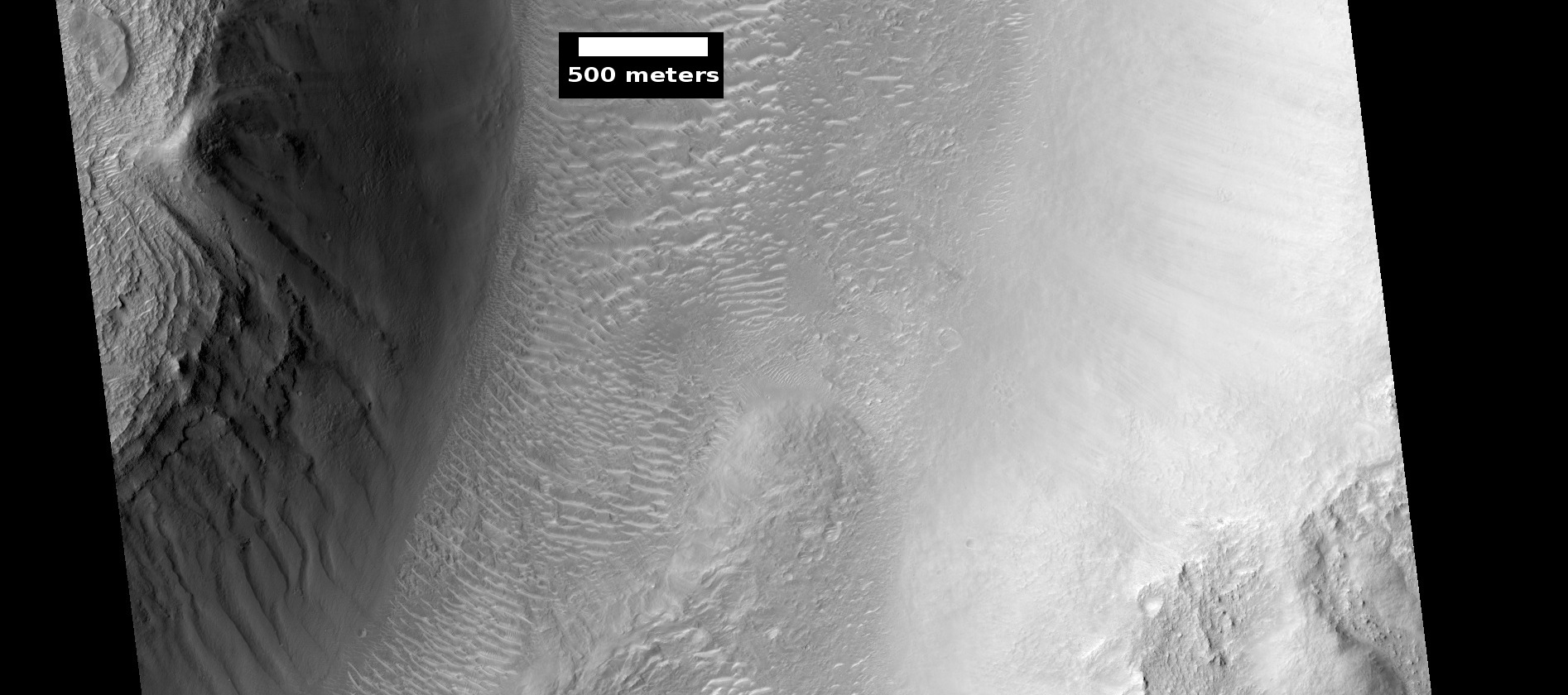
Paret del canal d'Amenthes Fossae, vist per HiRISE del programa HiWish.

L'Amenthes Fossae són un sistema de canals del quadrangle Amenthes de Mart centrat a 9,07 ° N i 102,68 ° E. Tenen una longitud de 850 km i van rebre el nom d'un clàssic element d'albedo. El nom clàssic de la característica albedo es basava en el nom egipci d'un lloc on van les ànimes dels morts (Amenthes o Duat). El nom d'Amenthes Fossae es va aprovar el 1976.
El terme "fossae" s'utilitza per indicar grans canals quan s'utilitza la terminologia geogràfica relacionada amb Mart. Els canals, de vegades també anomenats grabens, es formen quan l'estira de l'escorça fins a trencar-se, cosa que forma dos trencaments amb una secció mitjana que es mou cap avall, deixant escarpats penya-segats al llarg dels costats. De vegades, una línia de fosses es forma a mesura que els materials s'esfondren en un buit que es forma a partir de l'estirament.